# ISAAA

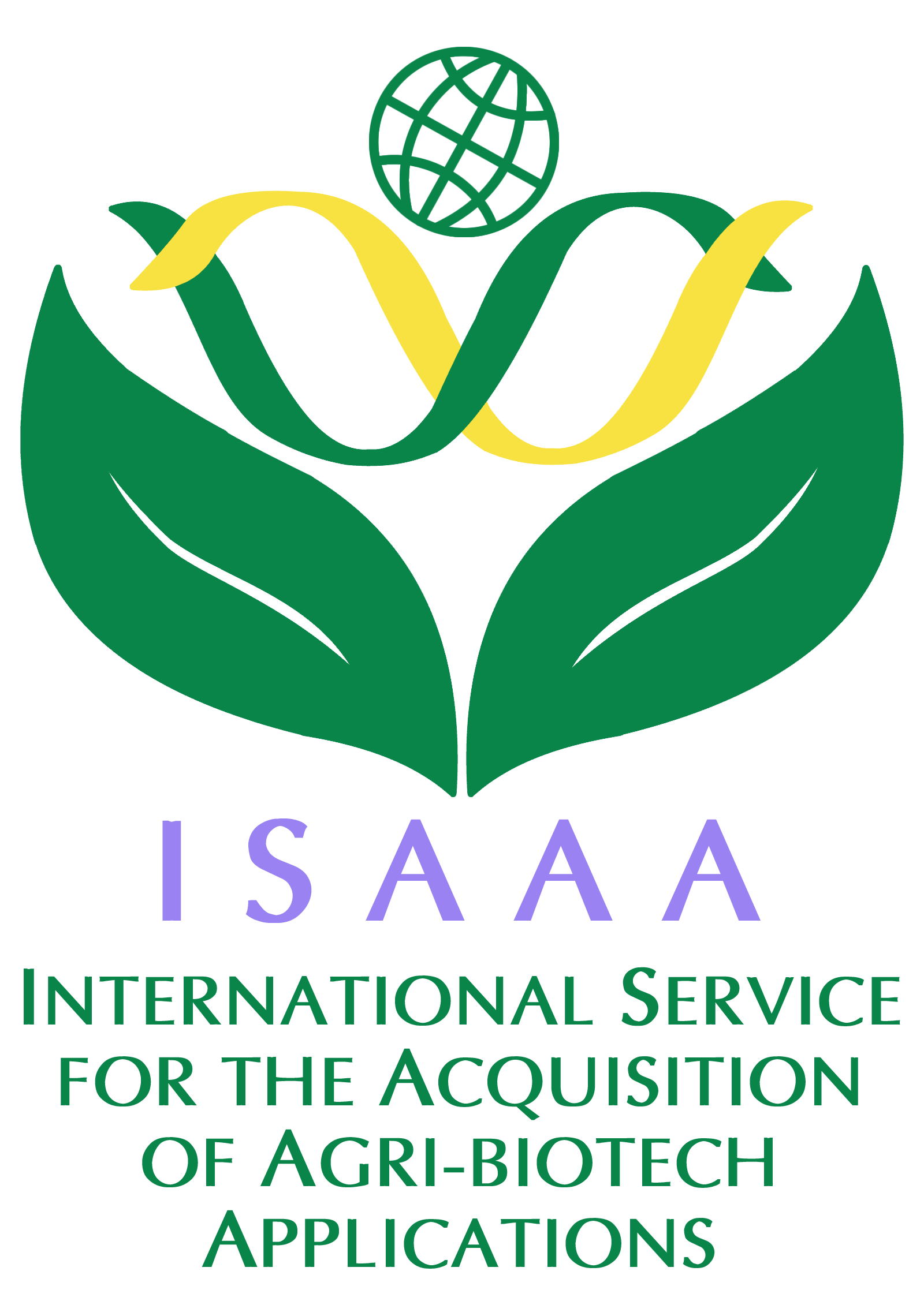
Logo ISAAA

Międzynarodowy Instytut Propagowania Upraw Biotechnologicznych (ang. International Service for the Acquisition of Agri-biotech Applications, ISAAA) to organizacja zajmująca się analizą rynków rolnych i kierująca siecią ośrodków na całym świecie, które przyczynić mają się do zmniejszenia głodu i nędzy propagując uprawy biotechnologiczne. ISAAA założona została w 1992 roku przez Clive Jamesa, aktualnego prezesa organizacji.